# Aquífero Tubarão
O Aquífero Tubarão é um grande aqüífero sedimentar, com extensão regional. Sua maior parte estende-se sob a porção oeste da depressão periférica paulista e setores das cuestas basálticas do Estado de São Paulo. Por atingir grandes profundidades, a utilização das águas armazenadas nesse aquífero é dificultada. A maior parcela de sua utilização atual restringe-se à porção superficial, que aflora em uma área de 20.700 km2 nos setores entre os municípios paulistas de Casa Branca à Itapetininga e também nas proximidades de Itararé. 

## Características
Essa formação é composta por sedimentos arenosos, siltosos e argilosos formados há mais de 250 milhões de anos em um ambiente glacial. Sua espessura é variável, podendo atingir até 800 metros em sua área de afloramento. Seus poços normalmente apresentam baixa produtividade, com fluxos inferiores a 2,8 litros/segundo. Contudo, em alguns pontos é possível atingir vazões de até 11 litros/segundo. Este aqüífero apresenta, de forma geral, água de boa qualidade para consumo humano.
As águas do aquífero Tubarão possuem baixos teores de Sódio, sendo frequentemente classificadas como bicarbonatadas sódicas e secundariamente bicarbonatadas cálcicas ou mistas. O pH de suas águas modifica-se conforme o ponto de coleta, variando entre 4,8 a 8,9. Seus resíduos de evaporação ficam entre 21 a 421 mg/L.